# Räkchips

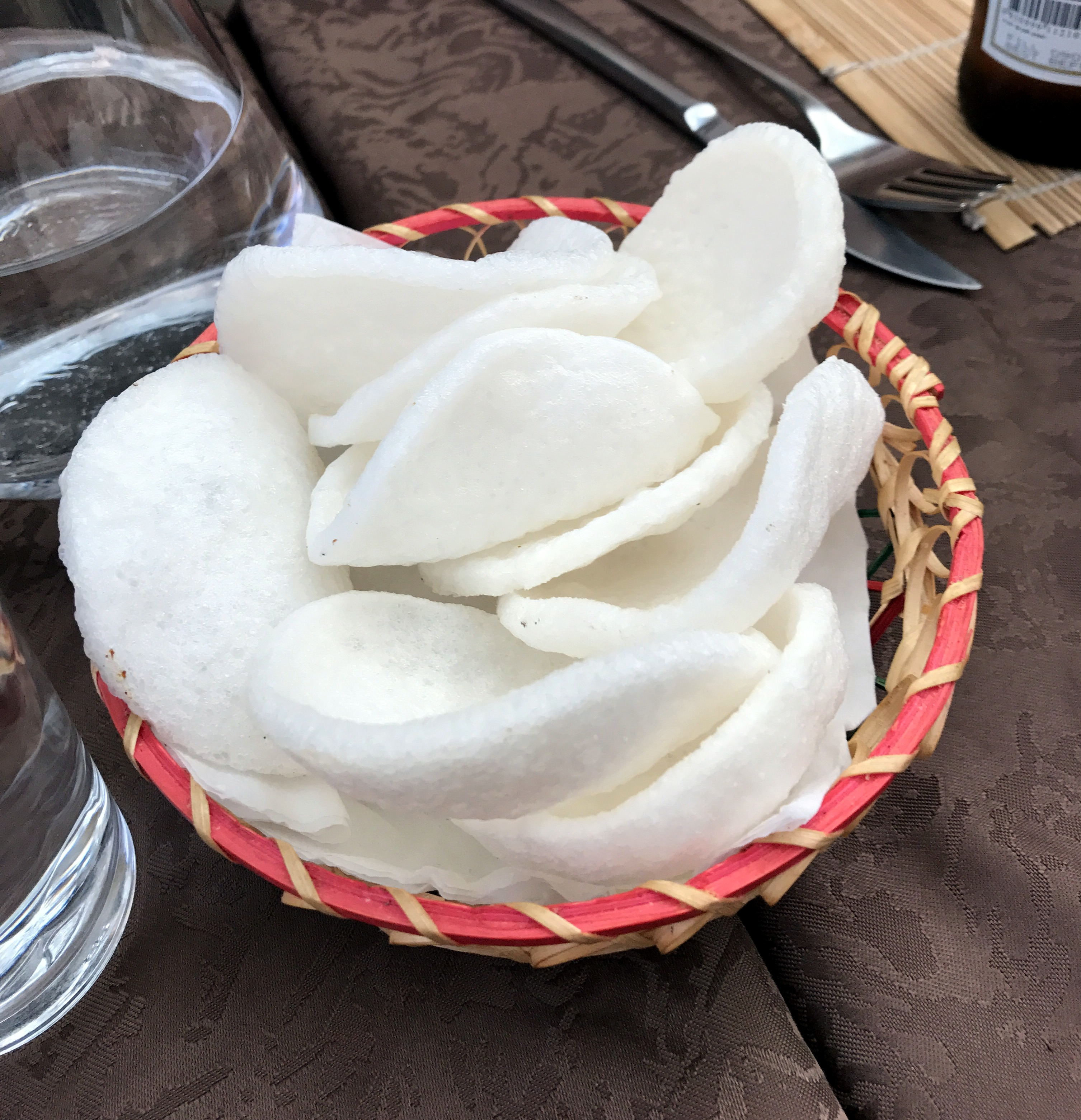
Räkchips

Räkchips (på indonesiska krupuk, kerupuk eller kroepoek; på malajiska keropok; i Filippinerna kropek; i Vietnam bánh phồng tôm) är ett populärt tilltugg i delar av öst- och Sydostasien. Det är spröda friterade kakor som görs på stärkelse och andra smakgivande ingredienser, ofta räkor, varifrån de har fått sitt svenska namn. På engelska kallas de prawn crackers eller shrimp chips ("räkkex/räkchips"), på italienska Nuvole di Drago ("drakmoln") och 炸庀虾片 ("friterade räkchips") på mandarin.

## Sorter
Chipsen kan varieras på många sätt, många innehållande skaldjur, men då och då även med frukt, nötter eller grönsaker, vilka är vanligare i Sydostasien. Indonesien har väldigt många variationer av krupuk. Sidoarjo i Jawa Timur och Garut i Jawa Barat är stora tillverkare av krupuk, och många recept kommer därifrån. En vanlig variant görs på gnetum gnemonnötter.
I Malaysia görs krupuk ofta av malda fiskar, räkor, bläckfiskar eller grönsaker till en pasta, som mixas med sagogryn vartefter den friteras. Det finns tre huvudsakliga former: keropok lekor som är lång och sega, keropok losong som är ångade och keropok keping som är tunn och krispig. Den serveras ofta med dipsåser.
Räkbaserade chips är de som är vanligast i västvärlden, och är vita eller ljust bruna till färgen. Trots den stora mängden använda räkor, är räksmaken ofta hårfin. Bland de vanligaste tillhör den indonesiska krupuk udang, som görs på torkade räkor varför de är ljust rosa.
I det kinesiska köket används ofta livsmedelsfärgämnen för att få rätt färg, exempelvis vit, blekrosa, grön eller blå, och tenderar vara lättare och inte så kryddiga. Räkchips är ett traditionellt komplement till maten och medföljer ofta hämtmat i många västländer.

## Tillagning
Räkchips görs genom att blanda räkor, tapiokamjöl och vatten. Blandningen rullas ut, ångas, skivas och torkas. När de har torkats, friteras de i olja. Efter bara några sekunder expanderar de till stora fluffiga kex, nästan som popcorn, då de små luftbubblorna i chipsen expanderar. Om de låts torka i luft i flera timmar, börjar de ofta mjukna och bli sega, och därför bör de förtäras inte långt efter att de friterats. Man kan förvara dem i lufttäta förpackningar, vilket bevarar krispigheten. De kan ofta köpas i orientaliska och asiatiska affärer, samt i många länder i stormarknader.
Många varianter kan också tillagas i mikrovågsugn, där de kan tillagas på under en minut, vilket ofta får dem att expandera på samma sätt som när de friteras. I små mängder är den varianten mindre stökig, snabbare och hälsosammare då de inte blir lika oljiga.